# Burgwall Kittlitz

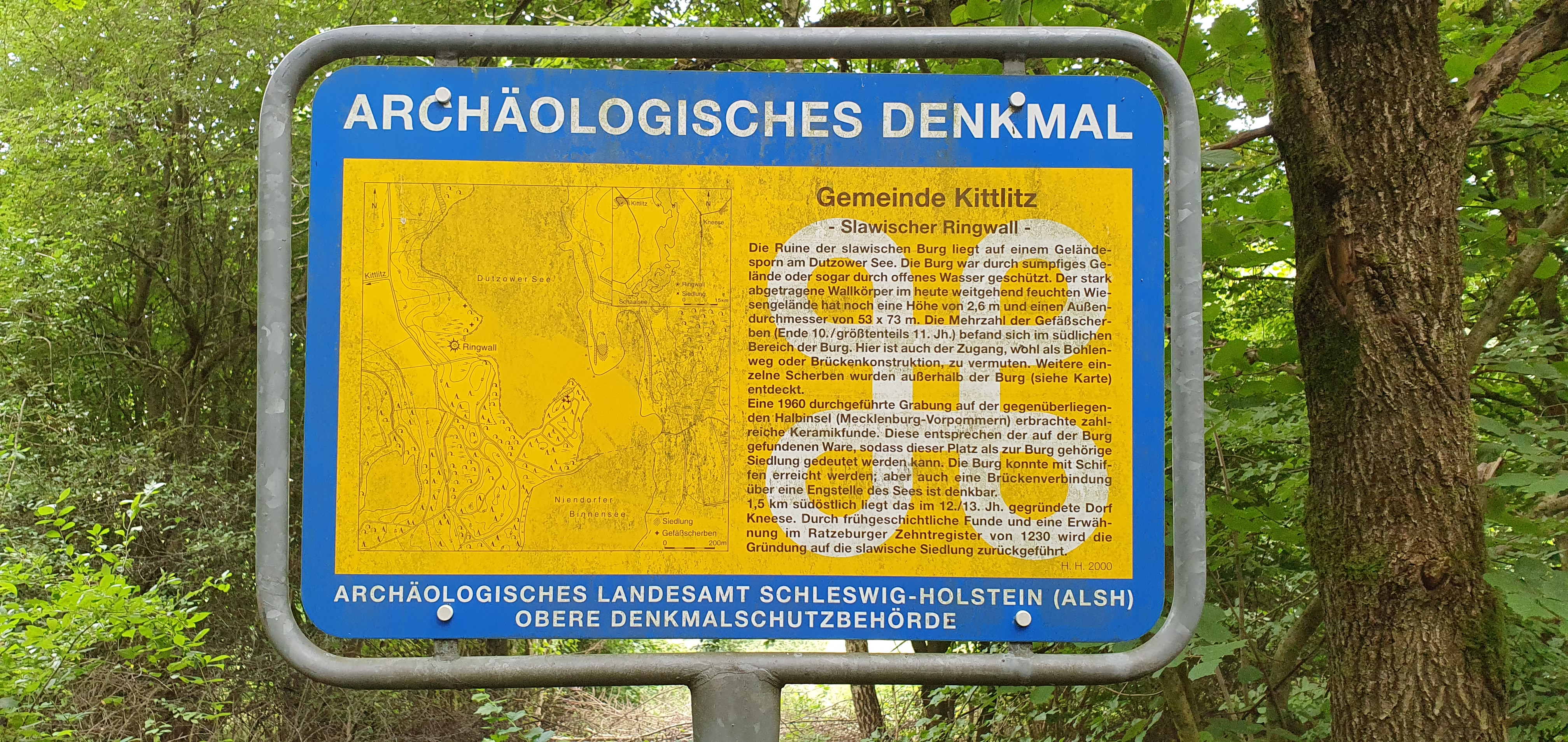
Informationstafel des Archäologischen Landesamts Schleswig-Holstein (ALSH) Obere Denkmalschutzbehörde

Der slawische Burgwall von Kittlitz in Kittlitz, einer Gemeinde im Kreis Herzogtum Lauenburg in Schleswig-Holstein, liegt östlich des Ortes auf einem Geländesporn am Dutzower See.
Die Burgfläche ist heute noch 70 Meter mal 50 Meter groß und erhebt sich bis zu 2,6 Meter gegenüber den umliegenden Flächen. Eine einstige Wallkonstruktion ist kaum mehr zu erkennen. Untersuchungen von 1960 erbrachten auf der östlich gegenüberliegenden Halbinsel Keramikscherben, wie sie auch auf der Burg Kittlitz gefunden wurden. Diese stammen aus dem 10. und 11. Jahrhundert. Man vermutet auf der östlichen Halbinsel eine Siedlung oder gar Burg, die mit der Kittlitzer Anlage in Beziehung stand. Der Burgwall Kittlitz lag im Gebiet der Polaben, eines Unterstammes der Obodriten.